# Borgo degli Albizi
Borgo degli Albizi o Borgo Albizi (talvolta anche con la grafia Albizzi)  è una lunga strada del centro storico di Firenze, che va in direzione est-ovest da piazza Gaetano Salvemini (angolo via Giuseppe Verdi, via Pietrapiana, via Fiesolana) a via del Proconsolo (angolo via del Corso, al canto de' Pazzi). Si innestano sul suo tracciato: la volta di San Piero, piazza di San Pier Maggiore (via Matteo Palmieri), la piazzetta Piero Calamandrei (via delle Seggiole), via de' Giraldi e la volta dei Ciechi. 

## Storia
Si tratta di uno degli assi viari più antichi e importanti della città antica, sorto come prosecuzione dell'attuale via del Corso già decumano della Florentia romana, al di fuori della porta est della prima cerchia di mura intitolata nel medioevo a "San Piero", e da questa detto inizialmente "borgo di Porta a San Piero" (borgo e non via proprio perché esterno alla cinta muraria).
Con la costruzione delle mura deliberate nel 1172 questo sobborgo fu incluso nella città, con il conseguente spostamento della porta San Piero in corrispondenza dell'attuale piazza Gaetano Salvemini, dove peraltro si incontrava l'antico cardo proveniente da Fiesole. 

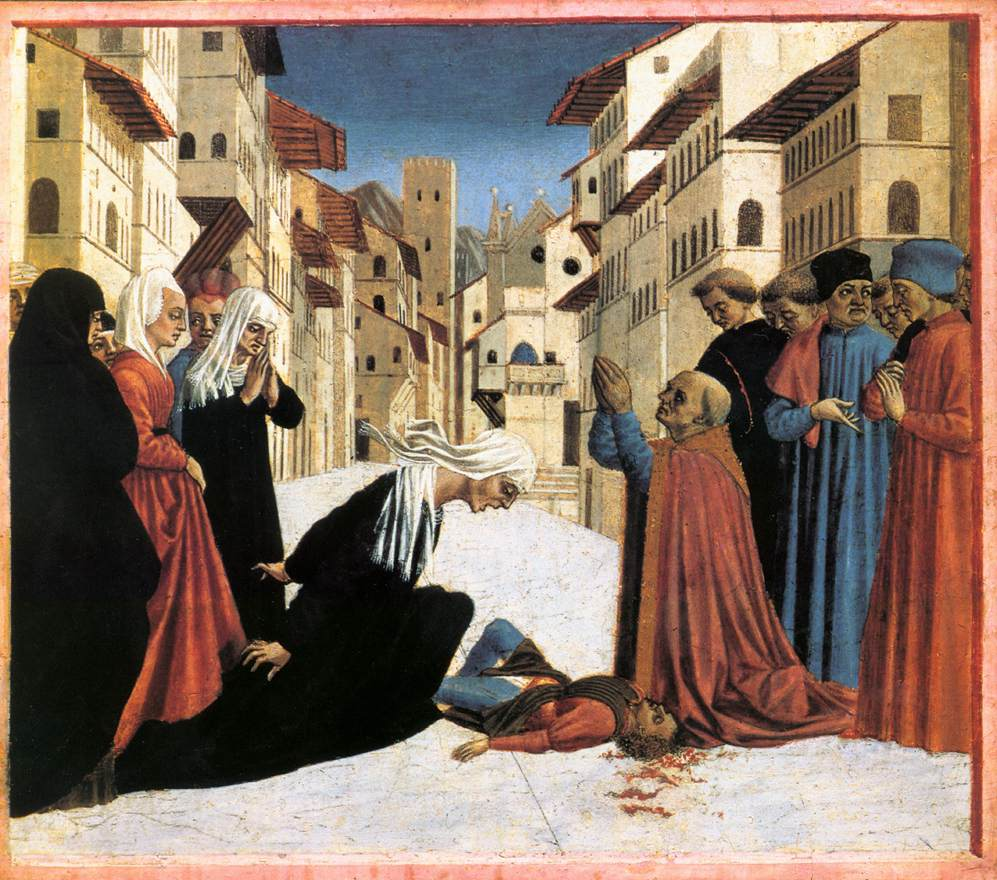
Domenico Veneziano, Miracolo di san Zanobi (ambientato in Borgo degli Albizi)

L'importanza della strada era poi enfatizzata dalla presenza in prossimità della nuova porta di un grande monastero femminile benedettino dedicato appunto a San Pier Maggiore, attestato fin dal 969, ricco e potente, tanto che i vescovi di Firenze facevano ingresso in città proprio dopo aver sostato una notte in questo luogo sacro, dove la badessa, in rappresentanza della Chiesa fiorentina, donava a loro l'anello episcopale. Del complesso, demolito nel 1783, rimane memoria nella toponomastica e nel loggiato che ancora segna un lato della piazza di San Pier Maggiore. Col ricordo a una di queste preocessioni, venne qui tradizionalmente collocato un miracolo di san Zanobi, secondo cui il vescovo resuscitò il figlio di una pellegrina francese di ritorno da Roma (ricordato da una lapide sul palazzo dei Visacci), che ha originato una certa presenza iconografica della strada in dipinti come quelli di Domenico Veneziano, Benozzo Gozzoli, Sandro Botticelli e Ridolfo del Ghirlandaio. 
La denominazione assunta successivamente dalla strada (e già documentata attorno alla metà del Cinquecento) reca invece memoria dell'antica famiglia degli Albizzi che occupava, con le sue case, le sue torri e la loggia, buona parte della parte centrale del borgo. La parte finale della strada era invece dominata dai possedimenti della famiglia Pazzi, che vi aveva case, palazzi e un giardino chiamato per la sua amenità il "Paradiso dei Pazzi".
La via era annualmente attraversata dal palio dei barberi, la corsa di cavalli senza fantino che segnava le celebrazioni del patrono san Giovanni Battista.
Il tratto tra il canto alle Rondini e la piazza di San Pier Maggiore, già detto via del Mercatino per la presenza di un mercato, fu compreso sotto la denominazione di borgo degli Albizi solo tardivamente, con deliberazione del 1862, e tuttora conserva carattere diverso, mercantile e popolare, rispetto a quello residenziale e nobiliare che è tratto distintivo del borgo vero e proprio.

## Descrizione
In ragione della sua importante storia, si succedono lungo la strada alcuni dei più importanti palazzi fiorentini, di modo che il suo tracciato è da considerarsi di eccezionale valore storico e artistico. 
Contribuisce peraltro a restituire valore all'insieme il fatto che la strada sia vietata al traffico veicolare. Sostenuto è il traffico pedonale, anche per il fatto che la strada (lastricata e con marciapiedi da ambo i lati della carreggiata) continua a ad essere una delle principali direttrici di penetrazione dal quartiere di Santa Croce verso il centro della città e viceversa. 

### Edifici
| Img | N°                 | Nome                                        | Descrizione |
| --- | ------------------ | ------------------------------------------- | --- |
|     | 1                  | Casa                                        | L'edificio è un esempio di architettura minore cittadina, in questo caso rappresentativo di quanto su questo lato della via venne costruito a seguito della demolizione del monastero e dell'antica chiesa di San Pier Maggiore che occupava l'area. Sul fronte dell'edificio precedente si leggono infatti tre pilastri del complesso originario e sul fronte della piazza resta il loggiato di Matteo Nigetti che faceva da accesso alla chiesa, oggi ridotto a civili abitazioni. Anche questa casa può essere datata, come tutte le altre che determinano l'isolato tra questa strada, via Verdi e via San Pier Maggiore, tra la fine del Settecento e i primi dell'Ottocento, subito depo la demolizion della chiesa nel 1783. Il carattere modesto dell'edificio (soprattutto in relazione alla qualità via via sempre più crescente man mano che si sale per borgo degli Albizi) è in sintonia con la funzione dell'area a questa altezza cronologica, che era di mercato, tanto che il tratto tra piazza di San Pier Maggiore e il canto alle Rondini è stato a lungo denominato via del Mercatino, e solo in tempi recenti unificato con borgo degli Albizi (alla cantonata resta una lapide che segna il "confine di mercato"). Il mercato vero e proprio venne trasferito nel 1873 nella zona di Sant'Ambrogio (mercato di Sant'Ambrogio). |
|     | 18r-28r            | Casa degli Albizi alla Volta di San Pierino | La fabbrica segna con la propria presenza il primo tratto di borgo degli Albizi a guardare il fianco di quella che fu la chiesa di San Pier Maggiore. Dai chiari caratteri trecenteschi, la casa è documentata nell'incisione di Giuseppe Zocchi del 1744 che illustra la piazza: per quanto già descritta con i suoi otto assi, qui si presenta sia con una diversa organizzazione dei vani al piano terreno (con sporti riparati da un'ampia tettoia), sia con un più modesto sviluppo dell'ultimo piano, che è da ritenersi modificato probabilmente nei primi decenni del Novecento. Sul fronte dell'edificio, a cadenza ritmata, si ripetono gli scudi con l'arme degli Albizi (di nero, a due cerchi concentrici d'oro). In corrispondenza degli ultimi due assi di sinistra, al piano terreno, si apre la volta di San Piero. Per quanto concerne il lato moderno che guarda all'attuale piazza Salvemini, è da considerarsi quale frutto tardivo della necessità di sistemare l'area già occupata da un modesto edificio che si estendeva come uno sprone sulla piazza, abbattuto in occasione dei lavori di 'risanamento' del quartiere di Santa Croce. |
|     | 30r                | Torre dei Pazzi di Valdarno                 | L'edificio costituisce un compatto corpo di fabbrica a lato dell'arco di San Pierino. Per quanto presenti uno scudo con l'arme degli Albizi, è indicato dalla letteratura come appartenente originariamente alla famiglia ghibellina dei Pazzi di Valdarno. Squadrato dopo la vittoria dei Guelfi, rimaneggiato dagli Albizi e quindi alterato per ragioni di abitabilità aprendo ampie finestre, presenta tuttavia ancora l'aspetto di una torre trecentesca, con qualche rara buca pontaia ai piani superiori caratterizzati dal tipico filaretto in pietra, mentre il piano inferiore propone le consuete bozze squadrate a vista. |
|     | 34r-40r            | Casa degli Alessandri                       | L'edificio, che guarda alla piazza di San Pier Maggiore, presenta al piano terreno una successione di archi risalenti al Trecento o agli inizi del secolo successivo, che originariamente dovevano svilupparsi senza soluzione di continuità anche lungo il fabbricato oggi individuato dal numero civico 4. Attualmente tutti i fornici sono occupati da esercizi commerciali, tanto che l'accesso al fabbricato è da via dell'Oriuolo al n. 3. Lo stato immediatamente precedente all'attuale è documentato dall'incisione di Giuseppe Zocchi del 1744 che illustra la chiesa e la piazza di San Pier Maggiore, quando il palazzo già si era caratterizzato per l'intervento seicentesco a ridisegnare i due piani superiori, con i curiosi e complessi timpani curvi che si innestano alle bozze a cuscino che incorniciano le finestre del piano nobile. |
|     | 4                  | Casa                                        | La casa presenta un fronte di quattro assi su quattro piani, dal disegno corretto ma corrente, frutto di una riconfigurazione attuata tra Sette e Ottocento. Il tutto è curato, e intonaci e pietre artificiali sono stati recentemente tinteggiati. La si segnala per essere stata abitazione, tra il 1955 e il 1975 anno della sua morte, dello scrittore Nicola Lisi. |
|     | 21r-23r            | Casa Corbizi                                | L'edificio, di antica fondazione, appare nell'incisione dello Zocchi del 1744: al tempo risultava di tre piani anziché dei quattro attuali, con una diversa scansione delle finestre e delle loro cornici, presumibilmente modificate tra la fine del Settecento e i primi dell'Ottocento, quando anche la gronda, inizialmente alla fiorentina, venne trasformata secondo i modelli alla romana. Sull'angolo della casa è un busto in marmo raffigurante la Vergine, con l'iscrizione "Alessandro di Filippo Nanini faciebat 1596". Poco distante dalla scultura, sul lato di borgo degli Albizi, è un piccolo scudo con l'arme dei Corbizi (partito cuneato a punte lunghe d'oro e di rosso), a confermare una proprietà che si estendeva su tutto il fronte della piazza. |
|     | 7-9                | Casa degli Albizi                           | L'edificio, con la semplice facciata sviluppata su tre piani (soprelevata di un mezzanino in corrispondenza degli assi dell'attuale n. 9) ha un fronte fortemente caratterizzato dalla successione dei fornici al piano terreno e dal filaretto di pietra, secondo modi propri dell'architettura trecentesca. Nella distribuzione degli spazi interni denota i molti interventi succedutisi nel tempo e, al tempo stesso, la stretta relazione tra le fabbriche di questo primo tratto della via, tanto che dal numero civico 9 si raggiunge attualmente solo il primo piano della casa, mentre gli altri piani sono accessibili dagli ingressi ai numeri 5 e 7. È nella sua struttura originaria da riconoscere come una delle molte proprietà che la potente famiglia degli Albizi ebbe lungo il borgo, forse la più antica (Bargellini-Guarnieri) e una delle poche a non essere stata interessata dagli interventi cinquecenteschi che hanno comportato la trasformazione in palazzi di molte delle antiche case corti mercantili trecentesche che segnavano la zona. Nonostante vari rimaneggiamenti (si notino tra l'altro le integrazioni in pietra artificiale e come queste vadano a interessare in modo più che significativo i due assi corrispondenti al n. 7) l'aspetto generale è nobile e dignitoso. L'ultimo intervento di restauro alle facciate è documentato al 1996. L'edificio è sottoposto a vincolo architettonico dal 1913. Al 9 esisteva il locale Banana Moon, dove alla fine degli anni '70 si esibirono alcuni artisti esordienti come Franco Battiato e Alberto Camerini. |
|     | 8                  | Casa dei da Filicaja                        | L'edificio sorge su preesistenze trecentesche e comunque è stato nel tempo trasformato totalmente, tanto da presentarsi attualmente, nonostante l'ampio sviluppo del fronte sulla strada (dieci assi complessivi), in forme decisamente anonime. Sulla facciata si noti la presenza di uno scudo con l'arme della famiglia dei da Filicaja (d'oro, a tre scaglioni di rosso), che in questa zona aveva numerose case e proprietà. Negli interni sono alcuni ambienti a volta con stucchi angolari settecenteschi, comunque modesti. In questo palazzo ebbero lo studio i pittori Pio Gatteschi e, dal 1954, Pietro Annigoni. L'edificio è sottoposto a vincolo architettonico. |
|     | 11                 | Palazzo e torre dei Donati                  | Il palazzo, che si presenta con una bella facciata cinquecentesca dalle forme vagamente buontalentiane, svela le più antiche origini per una torre medioevale già dei Donati che, pur inglobata nella fabbrica, svetta verso l'alto, sostanzialmente in asse con l'ingresso principale dell'edificio. Dai Donati, ai primi del Quattrocento, la torre con la casa attigua passò agli Albizi, ai quali si deve l'edificazione del palazzo nelle forme attuali. Nel Settecento la proprietà passò ai Tassinari e quindi ai Casuccini. Dopo alcuni interventi di restauro condotti nel 1919, l'edificio fu oggetto di una radicale trasformazione interna e di un "rialzamento della torre" tra il 1931 e il 1932. Sul portone, inserito nel timpano semicircolare spezzato, è un busto di Cosimo II in marmo, scolpito da Chiarissimo Fancelli (segnalato da Filippo Baldinucci). L'edificio è sottoposto a vincolo architettonico. |
|     | 13                 | Casa Antinori                               | Già degli Albizi e quindi degli Antinori, l'edificio denuncia le sue origini trecentesche per la presenza, al piano terreno, di un paramento in pietra forte disposto a filaretto, con tre grandi fornici incorniciati da conci di pietra. I tre piani superiori appaiono ridisegnati in epoca successiva, e si propongono con le superfici intonacate segnate da finestre riquadrate da brachettoni in pietra secondo forme seicentesche. Si notino tuttavia le due rotelle con cerchi concentrici poste ai lati del fronte, immediatamente sotto l'ampio aggetto del tetto, che si propongono sia come elementi decorativi sia come memoria dell'antica proprietà della famiglia Albizi. Negli interni gli ambienti denotano interventi decorativi e di ridistribuzione degli spazi ascrivibili alla fine del Settecento. L'edificio è sottoposto a vincolo architettonico. |
|     | 10                 | Palazzo da Filicaja                         | Il palazzo, di origini trecentesche, si presenta oggi con la semplice facciata, in parte intonacata, regolarmente scandita dalle finestre ad arco incorniciate da bozze piane, il palazzo in effetti rimanda ad un disegno comune quanto armonioso, assolutamente rappresentativo della tradizione architettonica fiorentina. Appartenuto alla famiglia dei da Filicaja dall'origine e fino alla fine dell'Ottocento, è inoltre da segnalare quale casa natale del poeta Vincenzo da Filicaja (1642-1707), ricordato da una lapide posta sulla facciata e da un busto ottocentesco inserito in una nicchia sovrastante l'epigrafe. L'edificio è sottoposto a vincolo architettonico dal 1963. |
|     | 15                 | Palazzo degli Alessandri                    | Eretto nel Trecento dagli Albizi assieme a molte altre case sulla via, il palazzo pervenne a un ramo della famiglia che nel 1372 mutò il nome in Alessandri: arso e parzialmente distrutto a seguito del tumulto dei Ciompi (1378) fu ricostruito nelle attuali forme agli inizi del Quattrocento. La sua estensione, di ben otto assi, lo rende uno dei più grandi edifici fiorentini del tempo, caratterizzato da un austero rivestimento in bugnato lungo la via e da paramenti lisci ai piani superiori. Modificato e abbellito nei secoli seguenti, ospitò potenti e uomini illustri, tra i quali, a lungo, lo scultore Antonio Canova. Ai lati della facciata principale, tra il primo e il secondo ricorso, sono due scudi a targa, oramai illeggibili, presumibilmente un tempo recanti le armi dei primi Albizi. Alla stessa altezza, ma questa volta al centro, è l'insegna dell'Arte della Lana, in riferimento ad Alessandro e Bartolomeo degli Alessandri e alla loro immatricolazione all'Arte. Uno scudo con le armi degli Alessandri (d'azzurro, all'agnello a due teste addossate d'argento, passante), per quanto decisamente consunto, è invece visibile nella parte tergale dell'edificio che prospetta su via de' Pandolfini al n. 10. Il palazzo appare nell'elenco redatto nel 1901 dalla Direzione Generale delle Antichità e Belle Arti, quale edificio monumentale da considerare patrimonio artistico nazionale, ed è sottoposto a vincolo architettonico dal 1909. |
|     | 12                 | Palazzo degli Albizi                        | Il palazzo fu eretto attorno al 1500 su preesistenti case mercantili trecentesche in parte già di proprietà della famiglia Albizi in parte dei da Filicaia, fu restaurato su commissione di Luca di Girolamo degli Albizi tra il 1625 e il 1634 dall'architetto Gherardo Silvani, rispettando il prospetto rinascimentale, variamente attribuito a Baccio d'Agnolo o a Simone del Pollaiolo detto il Cronaca. Sulla facciata si trovano due stemmi della famiglia Albizi, le insegne dell'Arte della Lana e di Calimala; sopra il portone infine si trova una lapide, posta nel 1879, che ricorda Vittorio degli Albizi, esperto di agronomia, morto nel 1877 senza discendenza maschile. Il palazzo appare nell'elenco redatto nel 1901 dalla Direzione Generale delle Antichità e Belle Arti, quale edificio monumentale da considerare patrimonio artistico nazionale, ed è dal 1913 sottoposto a vincolo architettonico. |
|     | 17                 | Casa Taddei                                 | La casa ripropone in scala minore gli elementi tipici del lessico manierista: a fronte di finestre e di un portone di dimensioni decisamente contenute, anche le bugne a cuscino che incorniciano i vari elementi si vadano riducendo in scala, senza tuttavia nulla far perdere all'equilibrio del disegno d'insieme, decisamente gradevole. Che si tratti di una casa di ben più antiche origini lo testimoniano in particolare gli ambienti, ora adibiti ad esercizio commerciale, che si aprono a sinistra del portone, sviluppati inusitatamente in profondità e originati da quelli tipici di una casa corte mercantile di età medievale. Qui vissero lo storico Riguccio Galluzzi (ricordato da una lapide in facciata) e l'imprenditore Girolamo Pagliano che, acquistato il palazzo nel 1905 lo mise internamente in comunicazione col suo palazzo di via de' Pandolfini 14, per ampliare gli spazi per l'opificio dove si produceva il famoso sciroppo medicamentoso che tanta fortuna economica aveva dato al Pagliano: a queste vicende risale l'ampio lucernario che copre il cortile tardo quattrocentesco interno. |
|     | 19                 | Loggia degli Albizi                         | L'edificio, basso e dal disegno attuale decisamente modesto, nasce sull'antica loggia degli Albizi, come ricordato da una targa che si legge sul lato che guarda la piazzetta Piero Calamandrei. Sullo stesso fianco è un decreto dei Capitani di Parte datato 1733 che proibisce di "far brutture in questa piazza". Nonostante il suo attuale scarso rilievo, in funzione di tali memorie, l'edificio è stato sottoposto nel 1962 a vincolo architettonico. |
|     | 14                 | Torre degli Albizi                          | L'edificio, in pietra a filaretto, mostra caratteri tipicamente trecenteschi e documenta quanto resta di una antica torre degli Albizzi, scapitozzata, ridotta a tre piani e fortemente restaurata. Sulla facciata, a sinistra, è uno scudo con l'arme degli Albizzi (di nero, a due cerchi concentrici d'oro). Nei primi anni del Novecento, all'ultimo piano dell'edificio, abitò lo scrittore Giovanni Papini. |
|     | 16                 | Casa degli Albizi                           | Attualmente l'edificio, di origine tre quattrocentesca, si presenta all'esterno sotto forma di piacevole palazzina di tono borghese, in parte affacciata sullo slargo della piazzetta Piero Calamandrei, nella quale gli elementi propri del linguaggio rinascimentale sono riletti in uno spirito prettamente ottocentesco, per quanto di indubbia misura. Si veda anche il piccolo androne, con la volta decorata a monocromi. Il restauro della facciata (1994) ha mantenuto in luce una serie di antichi archi in pietra che segnano il secondo piano e si allineano con quelli della torre degli Albizi, a ricordare le antiche origini della fabbrica. Su una bugna del portale si intravedono alcuni numeri dell'antica numerazione stradale nepoleonica. L'edificio è sottoposto a vincolo architettonico. |
|     | 21                 | Palazzetto Albizi                           | Il palazzo, dall'aspetti cinque-seicentesco, mostra sei assi per tre piani con un portale centinato incorniciato da bugne sporgenti; su una di queste si vedono le tracce dell'antica numerazione civica nepoleonica. Sulla piazzetta Calamandrei si vedono invece tre assi con aperture irregolari. Sull'ingresso del fondaco sulla sinistra si vede uno stemma Albizi coevo. |
|     | 18-20              | Palazzo dei Visacci                         | Il palazzo si definisce come tale nella prima metà del Cinquecento, attraverso la riunificazione di varie case medievali che comprendevano la dimora di Rinaldo degli Albizi; il prospetto attuale risulta tuttavia eseguito alla fine del Cinquecento, quando il colto senatore Baccio Valori il Giovane fece ridisegnare la facciata presumibilmente dall'architetto e scultore Giovanni Battista Caccini, decorandola, sulla base di un programma iconografico da lui stesso definito, con quindici erme raffiguranti fiorentini illustri nelle scienze e nelle arti, terminate nel 1604, poi chiamate popolarmente "i Visacci". La piccola lapide sulla facciata, posta dallo stesso Baccio Valori, indica il luogo dove, secondo la tradizione, san Zanobi avrebbe operato il miracolo della resurrezione di un fanciullo morto, figlio di una nobil donna francese. |
|     | 23                 | Palazzo Valori                              | Il palazzo, in antico della famiglia Valori, sorge nel luogo di due case corte mercantili medievali, unificate nelle forme attuali nei primi decenni del Cinquecento. Per comprenderne meglio la storia si tenga presente come a questa data la proprietà già si estendesse in profondità fino al palazzo Galli Tassi in via de' Pandolfini 20, ed è quindi presumibile che ne abbia seguito le vicende successive alla morte nel 1537 di Baccio Valori, con la conseguente confisca dei beni. Sicuramente nella prima metà del Settecento era stato unito alle proprietà dei Galli Tassi, come documenta un cabreo del 1753 pubblicato da Gian Luigi Maffei. Sviluppato su sei assi, il palazzo presenta i consueti caratteri propri dell'architettura fiorentina del primo Cinquecento, con finestre e portali incorniciati da bugne di pietra. Al centro della facciata, sotto il secondo ricorso, è uno scudo con l'arme della famiglia Valori (di nero, all'aquila dal volo abbassato d'argento, seminata di crescenti del campo). L'edificio è sottoposto a vincolo architettonico dal 1914. |
|     | 25                 | Casa Valori                                 | Anche in questo caso, come per molte altre situazioni osservate lungo la via, l'edificio denuncia le sue origini medioevali nell'affiorare, al piano terreno, di brani di murature in pietra e di ampi archi ribassati. A meglio identificarlo come trasformazione di una casa corte mercantile è poi il suo tipico sviluppo in pianta, reso noto, assieme al rilievo del prospetto, da Gian Luigi Maffei. Al di là di tali testimonianze il palazzo risulta oggi completamente trasformato sia nella distribuzione degli spazi interni sia nel disegno del fronte, allo stato attuale sviluppato per quattro piani su tre assi e improntato a grande semplicità, con le finestre rettangolari incorniciate in pietra liscia, il tutto coronato da una copertura alla fiorentina. "Notevolissimo - come si annota sul decreto ministeriale del 1962 che lo ha dichiarato di interesse particolarmente importante e sottoposto alle disposizioni di tutela - l'androne di ingresso, del primo Quattrocento, a volta a crociera su peducci. In esso si notano inoltre due porte cinquecentesche, una porta databile tra la fine del XIV e l'inizio del XV secolo, un pilastro ottagonale con capitello a foglie ed infine un resto di balaustra molto bella databile al secolo XVI". La facciata dell'edificio è stata interessata da restauri nel 1991. |
|     | 27                 | Palazzo Tanagli                             | L'edificio si presenta nelle belle forme conferitegli dagli interventi cinquecenteschi, anche in questo caso (come per molti edifici che prospettano sulla via) volti a dare unitarietà a più antiche case medievali, in questo caso tre, di proprietà dei Tanagli (o Tanaglia). Mantenutosi di questa famiglia fino ai primi del Seicento è stato successivamente dei Dal Borro e quindi dei Gianfigliazzi e degli Uzzelli Nunes Vais, fino a essere venduto a una società nel 1988. Oltre al portone è una elegante cancellata del tardo Ottocento dalla quale si ha un suggestivo scorcio della piccola corte interna con, sul fondo, resti di affreschi giovanili del Volterrano che comprendono un grande stemma accollato Medici-della Rovere con il motto "Per queste, con queste" (descritto dettagliatamente ed elogiato da Filippo Baldinucci che lo dice commissionato dal marchese Alessandro dal Borro, "generale delle armi di Toscana", in onore dei granduchi Ferdinando II e Vittoria della Rovere). |
|     | 22                 | Palazzo Pazzi alla Volta dei Ciechi         | L'edificio sorge su preesistenze trecentesche, come indicano gli elementi di filaretto riportati in luce al piano terreno; per il resto il palazzo è completamente trasformato. L'antica proprietà dei Pazzi è ricordata in facciata da un piccolo stemma con l'arme di famiglia (d'azzurro, a due delfini guizzanti in palo addossati, posti in mezzo a cinque crocette fioronate) e, con più evidenza, dalla stessa arme dipinta sulla volta dei Ciechi che si apre nell'edificio e che consente l'accesso alla retrostante piazza de' Pazzi, su cui dava anche il cortile del palazzo della stessa famiglia che oggi è una porzione di palazzo Valori. Sulla sinistra della stessa volta è un bando dei Signori Otto che proibisce di fare "sporcitie di sorte alcuna" ("ne vi si orini"). |
|     | 24                 | Palazzo della Banca d'Italia                | È questo l'attuale corpo di fabbrica secondario del grande edificio ottocentesco della Banca d'Italia che si affaccia su via dell'Oriuolo, originariamente isolato da quest'ultimo, eretto su antiche proprietà che la famiglia Pazzi aveva lungo la via e che avevano assunto fra Tre e Quattrocento la configurazione di palazzo. È evidente come delle antiche origini della fabbrica oggi nulla resti di percepibile sul fronte, particolarmente articolato e trasformato nell'attuale edificio in stile neorinascimentale nella seconda metà dell'Ottocento. Nonostante questa porzione sia ben lontana dalla monumentalità del fronte principale del complesso prospiciente via dell'Oriuolo, è evidente come anche su questo lato si sia voluto creare uno spazio di immediato impatto, a partire dal grande vestibolo che introduce agli spazi interni. Sulla sinistra del fronte è una memoria del clinico medico Cesare Federici, posta nel 1897. Il palazzo è dal 1914 sottoposto a vincolo architettonico. |
|     | 69r- 71r- 73r- 75r | Casa Giraldi                                | Posta sul canto con via de' Giraldi, la casa sorge dove nel Medioevo erano varie proprietà della famiglia Giraldi e, in particolare, una torre posta in angolo (si veda il volume soprelevato corrispondente). Segnalato nella letteratura come del XVI secolo, pur inglobando certamente preesistenze significative visto l'area dove si erge, attualmente si presenta come palazzo degli inizi dell'Ottocento, seppure notevole per estensione (sette assi per tre piani) e disegno, ispirato originalmente alla tradizione architettonica rinascimentale. D'altra parte lo stesso Decreto Ministeriale del 1966 che ha portato a sottoporre la facciata alla normativa di tutela, ne ha rilevato il valore proprio come "eccezionale documento storico" del XIX secolo, segnalandone poi "l'intrinseca bellezza determinata dalla proporzione dei vari piani e dal disegno di esecuzione dei particolari architettonici", con una sensibilità nei confronti della cultura architettonica ottocentesca decisamente inusitata per gli anni sessanta. Da annotare su via dei Giraldi la presenza del tabernacolo con la Madonna in trono tra i santi Pietro e Benedetto attribuito, tra varie ipotesi, a Cenni di Francesco di ser Cenni. |
|     | 26                 | Palazzo Ramirez de Montalvo                 | L'edificio è da considerare uno dei più importanti esempi di architettura manierista in Firenze, e tra le principali opere civili dell'Ammannati. Fu costruito a partire dai primi anni sessanta del Cinquecento e terminato nel 1568 tramite la riunificazione di una serie di case preesistenti (motivo questo che ha comportato l'eccentricità dell'ingresso principale) in parte di proprietà dei Buonafé (o Buonafede), in parte dei Pazzi e degli Adimari. A commissionare la nuova fabbrica fu il nobile spagnolo Antonio Ramirez de Montalvo, cameriere personale di Cosimo I e coppiere di Eleonora di Toledo. Per la facciata vennero disegnati da Giorgio Vasari una ricca decorazione a sgraffito, su indicazioni iconografiche di Vincenzo Borghini. |
|     | 28                 | Palazzo Pazzi dell'Accademia Colombaria     | Il palazzo sorge su alcune case già di proprietà degli Infangati e quindi dei Da Lautiano, acquistate nel 1476 da Guglielmo e Giovanni de' Pazzi. Confiscate a seguito della congiura ordita ai danni dei Medici da parte di alcuni membri della famiglia, passò di proprietà ai Gherardini della Rosa, dai quali lo riscattarono, oramai dimenticati gli anni delle condanne e dell'esilio, gli stessi Pazzi, circa un secolo dopo, che lo ammodernarono conferendogli le forme attuali. Tale intervento è tradizionalmente ricondotto a un progetto di Bartolomeo Ammannati o comunque all'opera di un suo stretto seguace. Successivamente l'edificio divenne noto per essere stato la prima sede della Colombaria, l'accademia costituita nel 1735 che originariamente teneva le proprie sedute nella parte alta della fabbrica, fatta a guisa di torretta colombaia. Ai primi dell'Ottocento la proprietà passò all'imprenditore svizzero Wital (il cui cognome venne presto italianizzato in Vital e quindi in Vitali). La facciata mostra vari elementi araldiciu legati alla famiglia Pazzi usati in chiave decorativa, quali i delfini, presenti anche sullo stemma, e i vasi del fuoco sacro che, grazie alle pietre portate da Pazzino de' Pazzi dalla Terrazanta dopo la Prima crociata, è ancora oggi all'origine della tradizione dello scoppio del carro. |
|     | 29                 | Palazzo Tornaquinci Della Stufa             | L'edificio sorge in un'area già segnata dalla presenza in antico di case della famiglia Scolari, in parte inglobate nel palazzo in oggetto, in parte in quello dei Pazzi della Congiura. Agli inizi del Settecento la proprietà passò ai Tornaquinci, che intervennero con significativi lavori, peraltro spostando l'ingresso principale, già prospiciente via de' Giraldi, su borgo degli Albizi, e ridisegnando i due piani superiori. Attorno al 1910, oramai passato ad altri dopo essere stato dal 1790 circa dei Tornaquinci Della Stufa, una parte notevole dell'immobile venne adibita a cinema (con le denominazioni di cinema Galileo e poi di cinema Corso). Chiuso il cinema negli anni ottanta del Novecento, è stato intrapreso attorno al 1999 un intervento di recupero degli ambienti interni che, tra alterne vicende, ha portato alla luce nei sotterranei i resti di una domus romana, presumibilmente databile al I secolo d.C. |
|     | 31                 | Palazzo Pazzi della Congiura                | È questo il prospetto laterale del palazzo Pazzi della Congiura, il cui fronte principale si sviluppa su via del Proconsolo, eretto per volontà di Jacopo de' Pazzi tra il 1458 e il 1469 su progetto di Giuliano da Maiano, che forse estese un'idea di Filippo Brunelleschi. Per l'eleganza delle forme e per le dimensioni, la costruzione è tra le più importanti della città, modello per molte altre residenze dei ceti dirigenti della Firenze tardo quattrocentesca. Il palazzo, confiscato a seguito della congiura ordita dai Pazzi ai danni dei Medici, passò al cardinale Guillaume d'Estouteville, poi ai Cybo (1487) che, come Cybo Malaspina, lo utilizzarono per tutto il Cinquecento come residenza fiorentina, poi agli Strozzi, ai Quaratesi e ad altre varie mani. Osservando la fabbrica da via del Proconsolo, si noti come al piano terra, bugnato, si contrappongano i più leggeri piani superiori, con bifore (sulle quali ricorre il motivo di una barca con le vele gonfiate dal vento, impresa della famiglia allusiva ai traffici marittimi) che si distendono sulle superfici intonacate, forse originariamente trattate a graffito. Sulla cantonata il grande scudo con l'arme dei Pazzi è attribuito a Donatello (in copia, l'originale è nell'androne). Nel cortile è un elegante porticato con colonne includenti, nei capitelli, lo stemma di famiglia con i due delfini e il vaso con il fuoco sacro, allusivo all'impresa di Pazzino de' Pazzi in Terrasanta. |
|     | 32                 | Palazzo Nonfinito                           | Posto con il fronte principale su via del Proconsolo, ma con un notevole prospetto anche su borgo degli Albizi del quale determina la cantonata, il palazzo risulta eretto su committenza di Alessandro Strozzi (1592) sopra alcune case e torri dei Pazzi e di altre famiglie fiorentine. A Bernardo Buontalenti si devono il piano terreno, a Santi di Tito lo scalone a destra dell'atrio, a cui seguirono, dopo il ritiro di entrambi, i lavori di Giovanni Battista Caccini, Matteo Nigetti e altri, senza che tuttavia si potesse portare a compimento la fabbrica, determinando la denominazione corrente dell'edificio. Oggi è per larga parte la sede del Museo di Antropologia ed Etnologia. |

### Lapidi
Sulla strada si trovano numerose memorie e iscrizioni.
Sulla facciata di palazzo da Filicaja al 10:
| IN QVESTE CASE DEI SVOI MAGGIORI NACQVE VINCENZO DA FILICAIA IN TEMPI DI SERVITV̀ POETA DI ALTI SENSI XX DIC. MDCXLII XXIV SETT. MDCCVII |

Poco più avanti, su palazzo degli Albizi al 12: 
| MDCCCLXXIX VITTORIO DEGLI ALBIZI NATO NEL 1838 MORTO NEL 1877 LA NOBILTÀ DEL SANGUE ACCREBBE CON LO SPLENDOR DELLA VITA DELLE INDUSTRIE PAESANE PROMOTORE SAPIENTE DELL'AGRONOMIA E DELLA ENOLOGIA ESPERTISSIMO DIÈ LAVORO A MOLTI ESEMPIO A TUTTI QUANTO SIA POTENTE E RIVERITO IL PATRIZIATO OPEROSO |

Al 17, sulla casa Taddei, un'epigrafe in ricordo di Riguccio Galluzzi:
| RIGUCCIO GALLUZZI ISTORICO DELLA DOMINAZIONE MEDICEA MINISTRO DELLE FINANZE FAUTORE DELLA MODERNA CIVILTÀ A PIETRO LEOPOLDO A NAPOLEONE PRIMO CONSOLE CARISSIMO DA FERDINANDO III OPPRESSO DA CARLO LONDI OSPITATO QUI MORÌ IL XXV SETTEMBRE MDCCCI |

Sul palazzo Valori-Altoviti, al 18, si trova la lapide che ricorda un miracolo di san Zanobi:
| ΣΥΝ ΘΕΏ B. ZENOBIUS PUERUM SIBI A MATRE GALLICA ROMA EUNTE CREDITUM ATQUE INTEREA MORTUUM DUM SIBI URBEM LUSTRANTI EADEM REVERSA HOC LOCO CONQUERENS OCCURRIT SIGNO CRUCIS AD VITAM REVOCAT AN. SAL. CCC |

Traduzione: "Con Dio. San Zanobi nell'anno di grazia 400 richiamava in vita con un segno di croce un fanciullo che gli era stato affidato dalla madre gallica in viaggio per Roma e che nel frattempo era morto. [Lo resuscita] al momento in cui, mentre sta percorrendo la città, la madre, di ritorno, gli si fa incontro in questo luogo per richiedergli il bambino". 
Sotto le cinque erme al piano terra dello stesso palazzo si trovano altrettante lapidi che chiariscono le figure rappresentate, tutte risalenti al 1609 circa.
| F · ACCVRSIVS · LEGVM GLOSS · FLORENTINVS FLORVIT · A · MCCXXVII |

Traduzione: «Francesco Accursio, commentatore delle leggi, fiorentino, fiorì nell'anno 1227».
| T · MONACVS · GALENI · PLVS QVAM · INTERPRES · FLOR · FLORVIT · ANNO MCCXC · |

Traduzione: «Torrigiano Monaco, interprete di Galeno e non solo, fiorì nell'anno 1290».
| M · FICINVS · SOPHIÆ · PATER FLORENTIN · FLOR · A · MCCCCLXXX · |

Traduzione: «Marsilio Ficino, padre della sapienza, fiorentino, fiorì nell'anno 1480».
| D · ACCIAIOLVS · ORAT · MAT PHILOSOPH · FLORENTINVS FLORVIT · A · MCCCCLXX |

Traduzione: «Donato Acciaioli, oratore, matematico, filosofo, fiorentino, fiorì nell'anno 1470».
| P · VICTORIVS · PHILOSOPH · CIVILIS · FLORENTINVS · FLORVIT · ANNO · MDLX · |

Traduzione: «Piero Vettori, filosofo civile, fiorentino, fiorì nell'anno 1560.».
Nello stesso palazzo, sulla base del busto di Cosimo I si trova l'iscrizione "C.[osimus] M.[edicis] M.[agnus] D.[ux] E.[truriae]" e nella cornice: "QVIA MIICHHI MECÆNAS" («Cosimo de' Medici, Granduca di Toscana; poiché è Mecenate a me»).

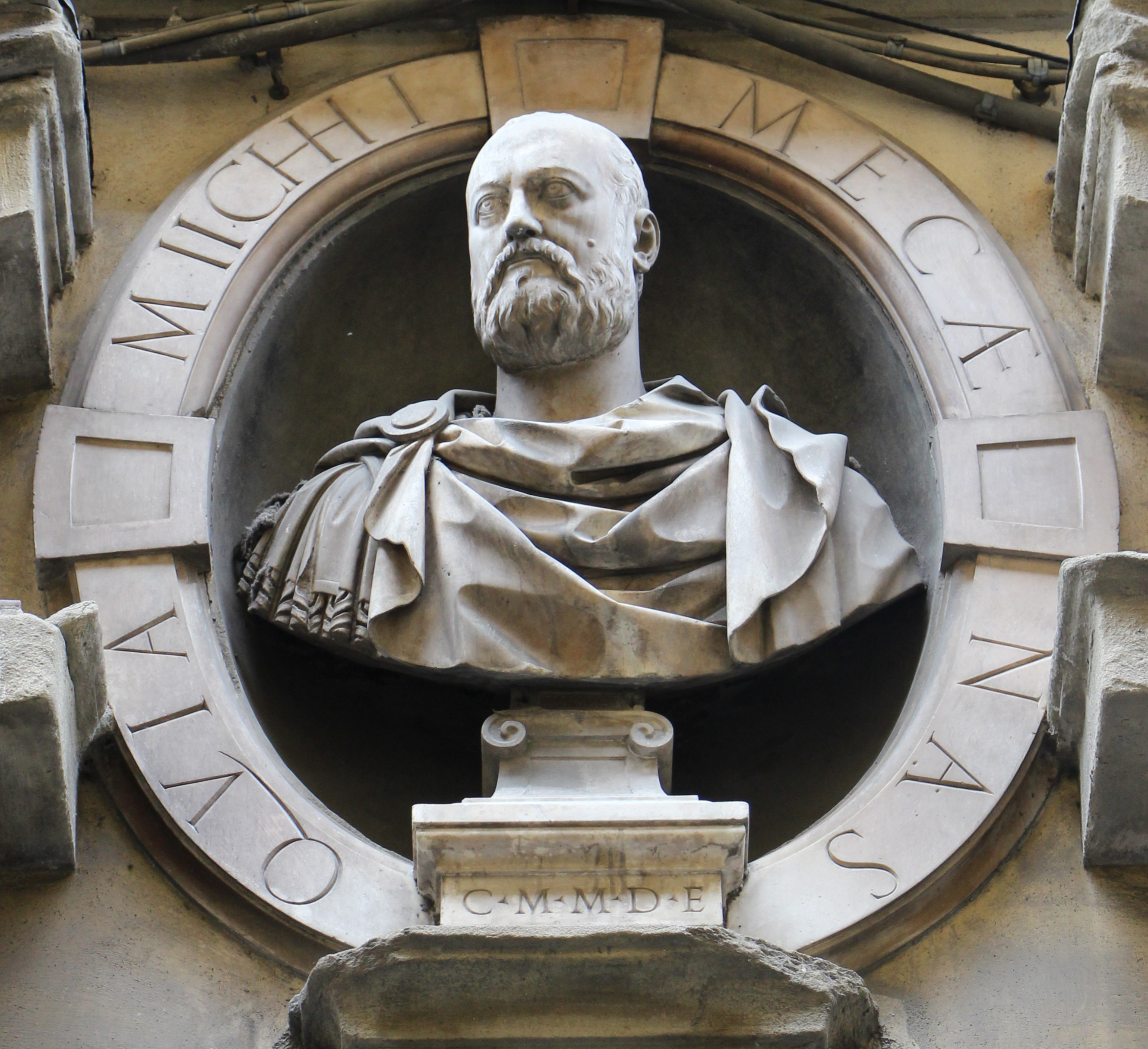
Il busto di Cosimo I

Infine all'interno, sotto un busto di Baccio Valori, si legge:
| SOLI DEO HON ET GLORIA BACCIO VALORIO PHIL ET C · EQVITI AC SENATORI A CONSILIIS SECRETIS M · D · HETRV · FERDINANDI I · EIVSDEM VIII · L · T · IN COLL · PICT · SCVLP · ARCHIT · QVI BIBLIOTHECÆ MEDIC · DIV PRAEF PISAR · III LIBROR · FLOREN · EDEN · ET IPSE PENSIT · ET IVDEX MODO QVIEVIT QVIESCENS RVRI NAT · VERT · OCT · AN · M D XXXV MORT CVRR APR A MDCVI VIRGINIA ARDINGHELLIA · CONIVX TIT · F · SE · POS MERENTI MOERENS |

Traduzione: «A Dio solo onore e gloria. A Baccio Valori, filosofo e cavaliere di Santo Stefano, senatore
nel Consiglio Segreto del granduca di Toscana Ferdinando I, per lo stesso [granduca] nono luogotenente del collegio dei pittori, scultori e architetti, e che, come direttore della biblioteca medicea e come terzo prefetto di Pisa, ha acquisito libri per Firenze e per la sua biblioteca personale e ha concepito e giudicato con discernimento. Nato il 30 ottobre 1535, morto il 28 aprile del 1606, la moglie Virginia Ardinghelli, figlia di Tito, gli eresse questo monumento, dolente per chi ha meritato».
Sotto la volta dei Ciechi è presente una lapide dei Signori Otto:
| [A DÌ ...] DICEMBRE 1619 LI SS OTTO DI BALIA DELLA CITTA DI FIRZE PROIBISCONO CHE SOTTO LA VOLTICCOLA DEI PAZZI PER QVANTO TIENE DETTA VOLTICCOLANON VI SI FACCIA SPORCITIE DI SORTE ALCVNA NE VI SI ORINI SO TTO PENA DI SCVDI DVE E TRATI DVE DI FVNE E ARBITRIO DEL MAGISO LORO |

Al 24, sul palazzo della Banca d'Italia, una lapide che ricorda il medico Cesare Federici:
| ALLA MEMORIA DEL PROF. CESARE FEDERICI CLINICO SAPIENTE CHE AIUTATO DA MOLTA E VARIA COLTURA STUDIÒ TUTTO L'UOMO NE VIDE NELL'INFERMO LA SOLA MATERIA CHE SI DISSOLVE INSEGNÒ CON PLAUSO A CAMERINO A PALERMO E A FIRENZE CARO AI DISCEPOLI FU A LORO ESEMPIO DI MEDICO DOTTO ED UMANO GLI AMICI FIORENTINI ANNUENTE IL COMUNE QUI DOVE ABITÒ CON LA FAMIGLIA AMATISSIMA POSERO QUESTA LAPIDE NEL M.DCCC.XCVII SEN. M. TABARRINI |

Al 23, sul palazzo Ramirez de Montalvo, sotto lo stemma di Cosimo I de' Medici si legge:
| MAGN · COSM FLOR · ET · SEN · D II |

La traduzione è: «Cosimo il Grande, secondo duca di Firenze e di Siena». Il primo duca di Firenze fu Alessandro de' Medici, e Cosimo aggiunse il titolo di Siena dopo la guerra del 1552-1559. Il titolo di granduca invece arrivò solo nel 1569, quindi lo stemma è relativo all'intervallo 1559-1569. 
Al 32, su palazzo Nonfinito un'iscrizione sulla balconata del Buontalenti ricorda le vicende della sua edificazione:
| M · D · C · VII FERD · MED · M · ÆETRVRIÆ DVCIS · III · AVSPICIIS ROBERTVS STROZZA CAMILLI F · F · |

Traduzione: «1607, sotto gli auspici di Ferdinando II de' Medici granduca di Toscana, [questo palazzo] fece fare Roberto di Camillo Stozzi».

### Tabernacoli

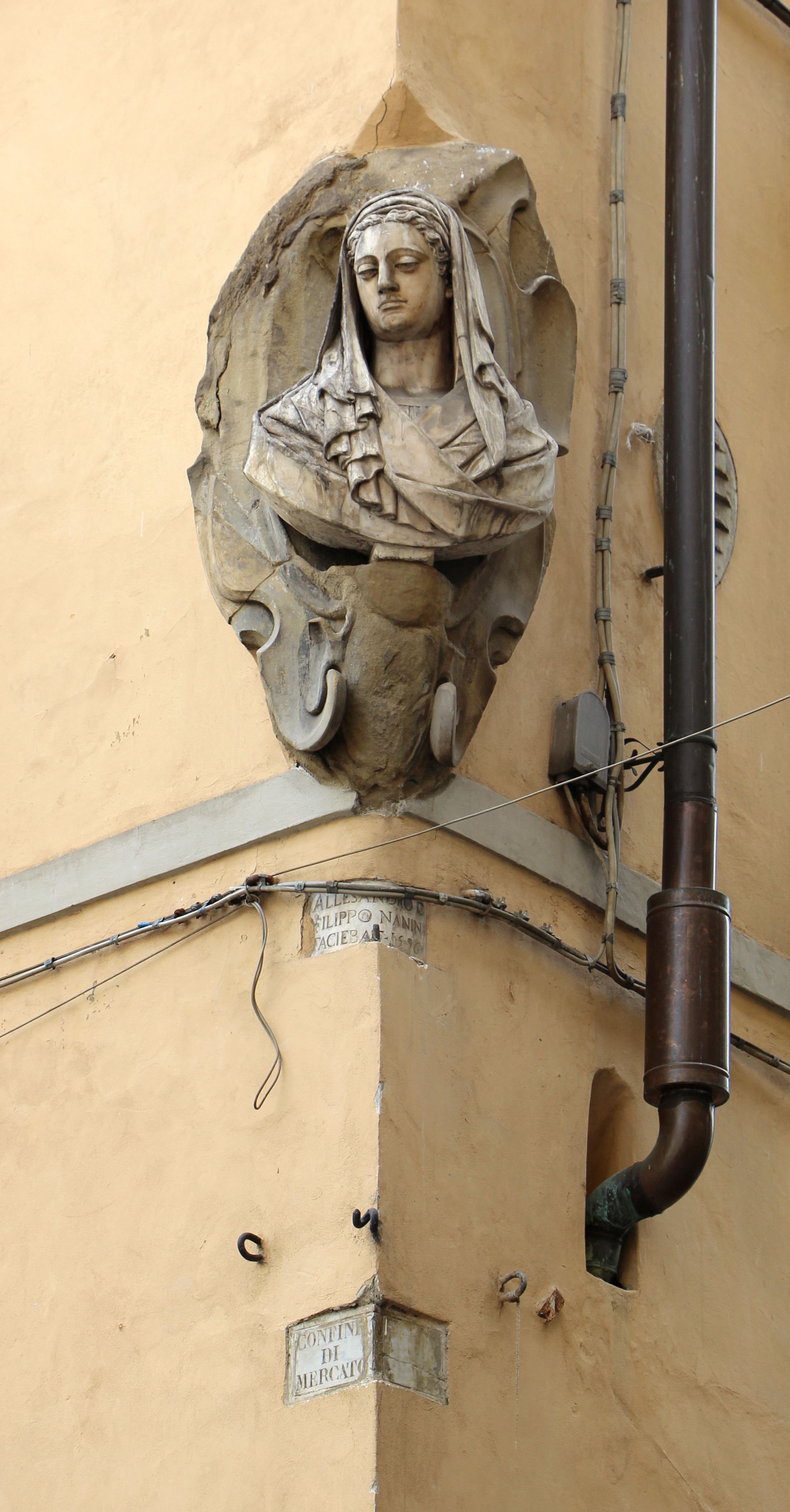
Il busto di Mria datato 1596

Sull'angolo della casa Corbizi presso piazza San Pier Maggiore è un busto in marmo raffigurante la Vergine, con l'iscrizione "Alessandro di Filippo Nanini faciebat 1596", già trascritta da Francesco Bigazzi che comunque dice la scultura "non meritevole di alcuna lode". Si può tuttavia aggiungere, sulla base della testimonianza di Filippo Baldinucci, che l'immagine un tempo dovette essere oggetto di particolare attenzione, tanto da essere arricchita da due angeli dipinti a fresco da Bartolomeo Fontebuoni, oggi non più esistenti. 
Esattamente all'opposto della strada, sulla cantonata con via del Proconsolo a palazzo Pazzi della Congiura, si trova un'edicola contenente un bassorilievo in marmo con profilo della Vergine, forse della fine del Cinquecento. Davanti a questo, su palazzo Nonfinito, si trova in alto una nicchietta vuota, che conteneva una Crocifissione. 
Si tratta degli unici tabernacoli della lunga strada, sebbene vicino alle cantonate con la piazzetta Calamandrei e con via de' Giraldi si trovino altre edicole.

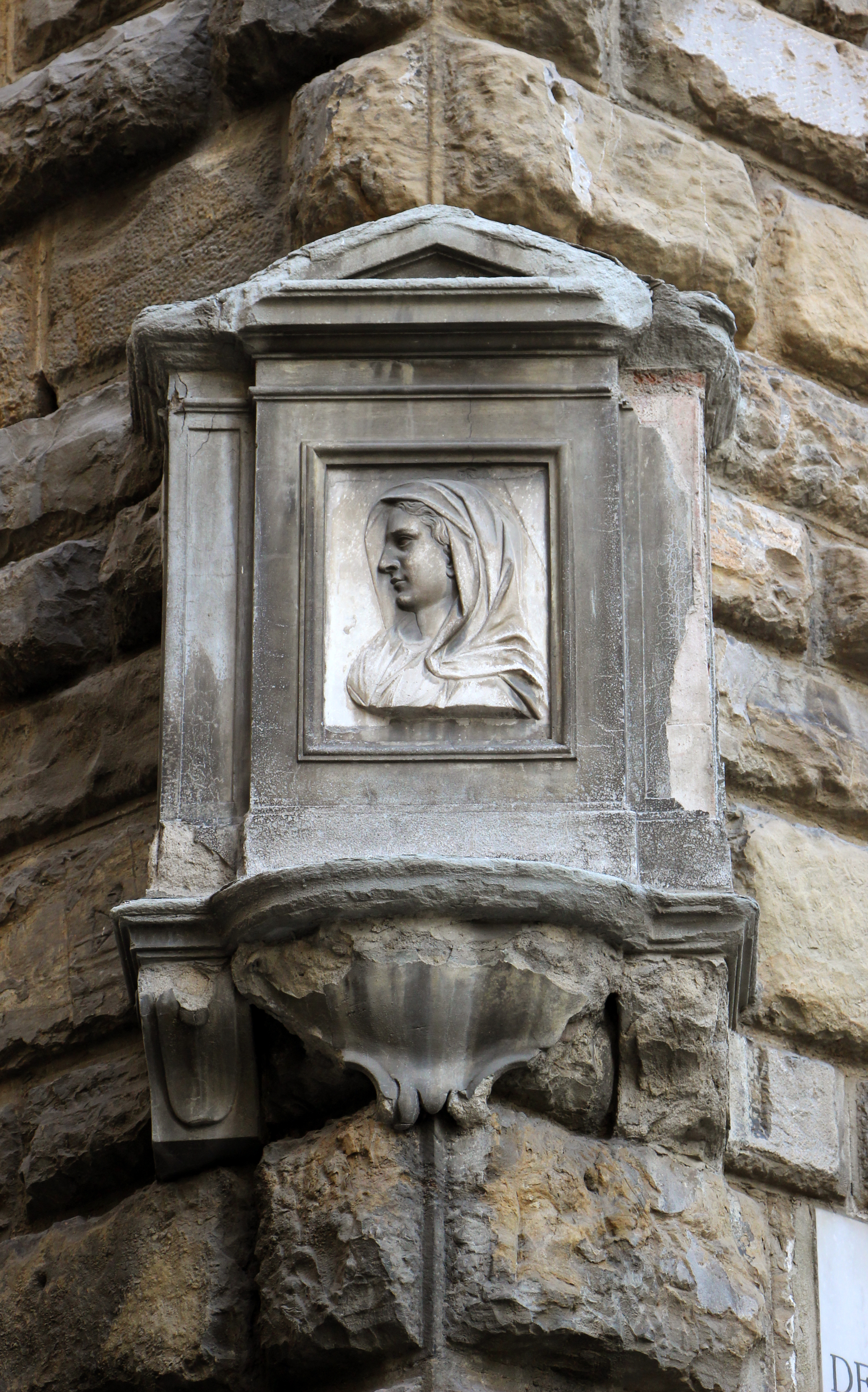
La Vergine su palazzo Pazzi
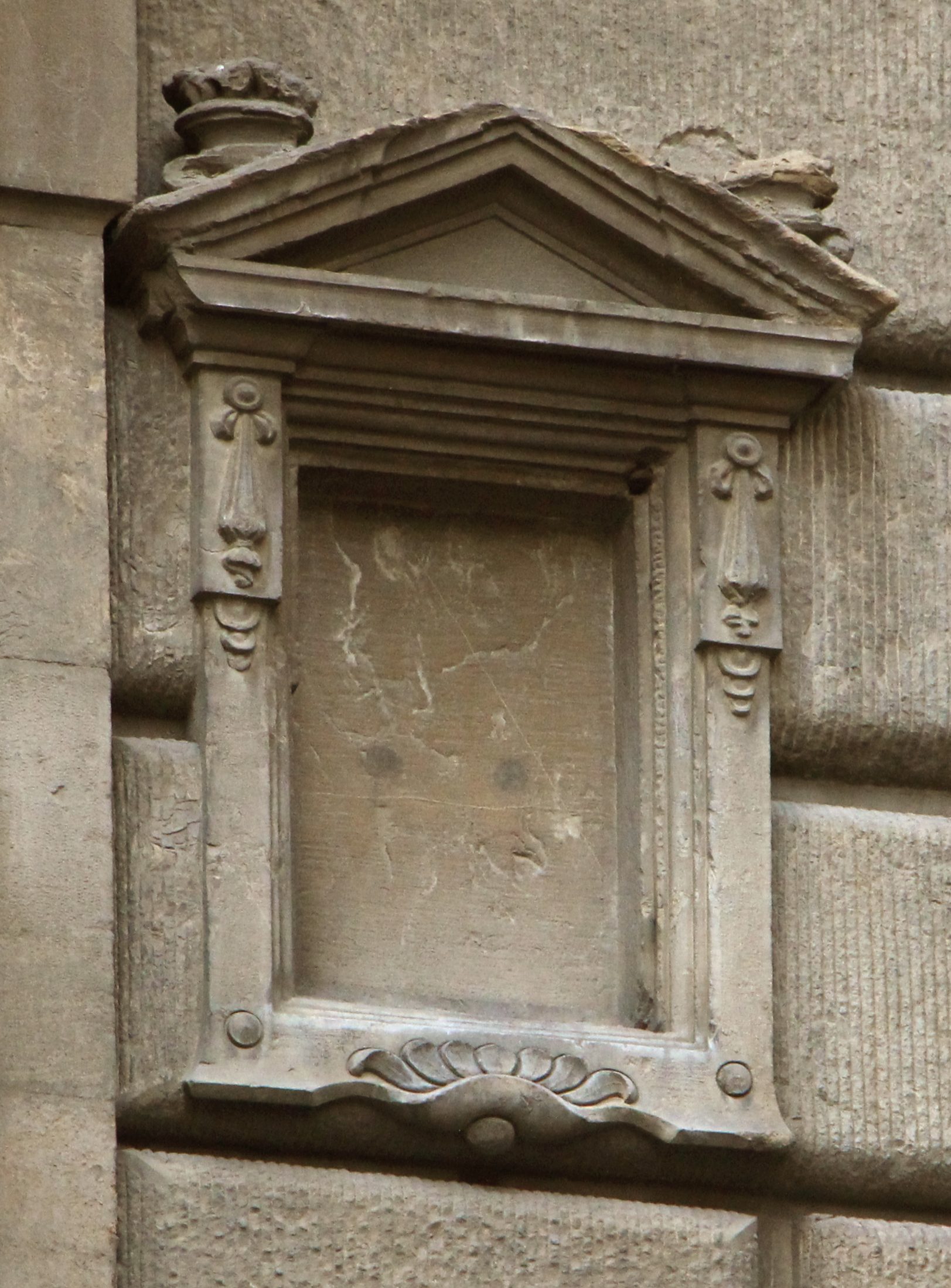
L'edicola di palazzo Nonfinito